# Ga Panam
Ga Panam (tiếng Hàn: 판암역; Hanja: 板岩驛) là một ga của Tàu điện ngầm Daejeon tuyến 1 ở Panam-dong, quận Đông, Daejeon, Hàn Quốc.

## Liên kết
- (tiếng Hàn) Ga Panam từ Tổng công ty đường sắt cao tốc đô thị Daejeon